# Кеш (Юта)
Кеш (англ. Cache) — переписна місцевість (CDP) в США, в окрузі Кеш штату Юта. Населення — 38 осіб (2010).

## Географія
Кеш розташований за координатами 41°49′43″ пн. ш. 112°0′21″ зх. д. / 41.82861° пн. ш. 112.00583° зх. д. (41.828663, -112.005697).  За даними Бюро перепису населення США в 2010 році переписна місцевість мала площу 15,80 км², з яких 14,93 км² — суходіл та 0,87 км² — водойми.

## Демографія
Згідно з переписом 2010 року, у переписній місцевості мешкало 38 осіб у 14 домогосподарствах у складі 11 родини. Густота населення становила 2 особи/км².  Було 16 помешкань (1/км²).
Расовий склад населення:
| - 100,0 % — білих |

До двох чи більше рас належало 0,0 %. Частка іспаномовних становила 13,2 % від усіх жителів.
За віковим діапазоном населення розподілялося таким чином: 26,3 % — особи молодші 18 років, 55,3 % — особи у віці 18—64 років, 18,4 % — особи у віці 65 років та старші. Медіана віку мешканця становила 32,5 року. На 100 осіб жіночої статі у переписній місцевості припадало 100,0 чоловіків;  на 100 жінок у віці від 18 років та старших — 100,0 чоловіків також старших 18 років.

Цивільне працевлаштоване населення становило 0 осіб. 